# 디아망

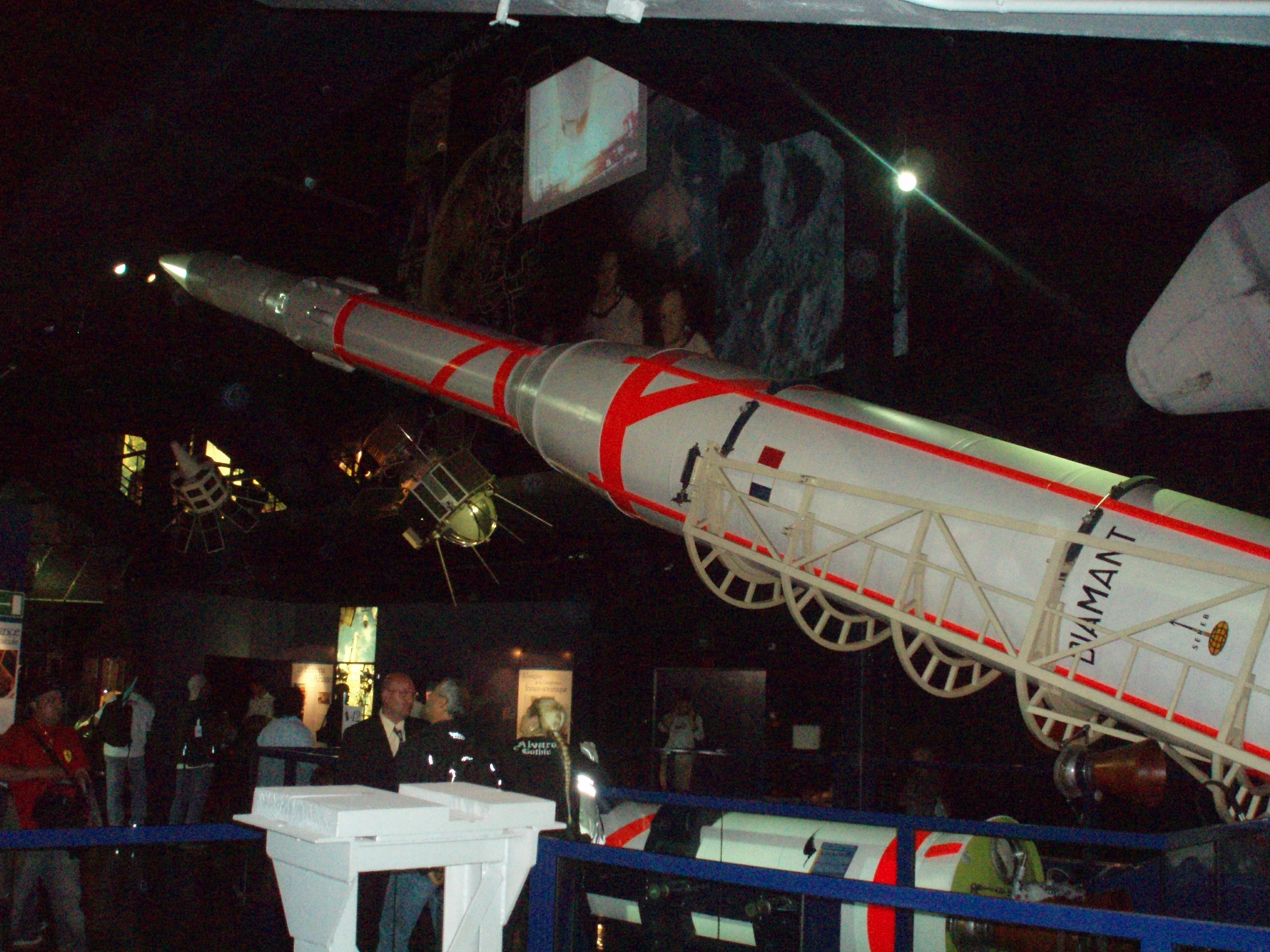

디아망(Diamant)은 프랑스 최초의 인공위성 발사체이다. 42 kg 무게의 아스테릭스 인공위성을 발사했다.